# فانامبانا
فانامبانا (به لاتین: Fanambana) یک منطقهٔ مسکونی در ماداگاسکار است که در ووهمار واقع شده‌است. فانامبانا ۱۲٬۰۰۰ نفر جمعیت دارد و ۲۳ متر بالاتر از سطح دریا واقع شده‌است.